# Friedhelm Loh
Friedhelm Loh (* 16. August 1946) ist ein deutscher Unternehmer. Er ist Inhaber und Vorstandsvorsitzender der Friedhelm Loh Group.

## Leben und Ausbildung
Friedhelm Loh ist der zweite Sohn von Irene und Rudolf Loh, der ältere Bruder ist der Unternehmer Joachim Loh.
Friedhelm Loh absolvierte in den Jahren 1963–1966 eine Ausbildung zum Starkstromelektriker beim Burger Eisenwerk in Burg und besuchte anschließend bis 1968 die Handelsschule in Garmisch-Partenkirchen. Danach machte er ein kaufmännisches Praktikum bei Titan in Schwelm. Von 1968 bis 1970 leistete er seinen Wehrdienst bei der Bundeswehr in Mengen und Erding. Ab 1970 studierte Loh Betriebswirtschaftslehre an der Akademie für praktische BWL in Radolfzell. Anschließend arbeitete er von 1971 bis 1974 als Assistent der Geschäftsführung bei Merten in Gummersbach.
Nach dem frühen Tod seines Vaters Rudolf 1971 wurde Friedhelm Loh zu Beginn des Jahres 1974 in die Geschäftsführung der Unternehmen Rittal und Ritto berufen und übernahm die Verantwortung für die damals 200 Mitarbeiter. Beide Unternehmen wurden 1989 mit weiteren neu gegründeten und akquirierten Unternehmen in der Friedhelm Loh Group gebündelt.
Friedhelm Loh und seine Frau Debora Loh sind Mitglieder der Freien evangelischen Gemeinde Deutschlands. Das Paar ist seit 1974 miteinander verheiratet und hat zwei Söhne, Frank und Simon, sowie die Tochter Illona. Er gehörte 2022 zu den 20 reichsten Deutschen und den drei reichsten Einwohnern Hessens. Auf der Forbes-Liste The World’s Billionaires 2022 wird das Vermögen von Friedhelm Loh mit ca. 8,7 Milliarden US-Dollar angegeben.
Friedhelm Loh sammelt Autos und stellt sie seit 2023 im Nationalen Automuseum – The Loh Collection in Ewersbach aus.

## Unternehmer
Seit 1989 ist Friedhelm Loh Inhaber und Vorstandsvorsitzender der Friedhelm Loh Group. Das Familienunternehmen beschäftigt heute in über 95 internationalen Tochtergesellschaften ca. 12.000 Mitarbeiter bei einem Umsatz von 3 Mrd. Euro.
Unter dem Dach der Friedhelm Loh Stiftung & Co. KG als Holdinggesellschaft agieren folgende Unternehmen:
- Rittal
- EPLAN
- CIDEON
- German Edge Cloud
- STAHLO
- LKH
- Loh Services

Im Juni 2000 gründete Friedhelm Loh die Stiftung Christliche Medien und war bis 2022 deren Vorstandsvorsitzender. Die gemeinnützige kirchliche Stiftung fördert die christliche Verlagsarbeit und ist direkt an der SCM Verlagsgruppe beteiligt.
Loh äußerte sich 2015 gegen den Mindestlohn und verordnete zeitweise Sonntagsarbeit. Damit erntete er auch Kritik aus dem freikirchlichen Lager.

## Öffentliche Funktionen
Von 2006 bis 2014 war Loh Präsident des Zentralverbands Elektrotechnik- und Elektronikindustrie (ZVEI) und Vizepräsident des Bundesverbands der Deutschen Industrie (BDI).
2014 wurde Friedhelm Loh zum Ehrenpräsident des ZVEI auf Lebenszeit ernannt.
Von 2014 bis 2020 war Friedhelm Loh Vorsitzender des Ausstellerbeirats der Hannover Messe und Mitglied im Aufsichtsrat der Deutsche Messe AG.
Von 2015 bis 2020 war Loh Mitglied im Senat der Fraunhofer-Gesellschaft.
Seit 2016 ist Friedhelm Loh Mitglied im Aufsichtsrat der Klöckner & Co.
Er ist zudem Mitglied des Senats der Deutschen Akademie der Technikwissenschaften (acatech).

## Engagement im Christlich-Sozialen- und im Bildungsbereich
- Stifter und Vorstandsvorsitzender der Gemeinnützige Stiftung Friedhelm Loh
- Stifter und Vorstandsvorsitzender der Stiftung Christliche Medien[3]
- Stifter und Stiftungsratsvorsitzender der Stiftung für christliche Wertebildung[9]
- Stifter und Stiftungsratsvorsitzender der Rittal Foundation[10]
- Stifter der Debora Foundation, India[11]
- Vorstand des Bibellesebundes (1985–2022)[12]
- Stiftungsratsmitglied der Stiftung Kloster Volkenroda[13]
- Mitglied im Kuratorium von ProChrist[14]
- Stifter und Vorstandsmitglied der PROVITA Stiftung[15]
- Friedhelm Loh setzt sich als Botschafter für die Region Mittelhessen ein und unterstützt Schulen, Universitäten und Ausbildungsstätten.
- Loh ist Mitinitiator des dualen Studienkonzepts StudiumPlus, das durch die Technische Hochschule Mittelhessen, StudiumPlus e. V. sowie dem Kammerverbund Mittelhessen unter Federführung der IHK Lahn-Dill angeboten wird.

## Auszeichnungen
- 1996: Bundesverdienstkreuz am Bande
- 2009: Hessischer Verdienstorden[16]
- 2010: Samariterkreuz in Gold
- 2011: Dieselmedaille des Deutschen Instituts für Erfindungswesen e. V.[17]
- 2016: Ehrendoktorat der TU Chemnitz (als Dr.-Ing. E. h.)[18]
- 2017: Ehrenprofessur des Landes Hessen[19]
- 2019: LutherRose für sein Engagement als Spender und Stifter sowie seine Unterstützung sozialer und karitativer Einrichtungen[20]
- 2020: Ehrenmedaille des Nassauischen Feuerwehrverbandes in Gold